# Милович, Драго
Драго Милович (черног. Drago Milović; род. 23 мая 1994, Будва) — черногорский футболист, игравший на позиции нападающего.

## Биография
В 2013—2015 годах выступал за клуб чемпионата Черногории «Могрен», сыграл 6 матчей и забил один гол. Отличиться сумел в своём дебютном матче, 7 декабря 2013 года против «Челика» (2:4). В дальнейшем выступал за «Арсенал» (Тиват) и «Хайдук» из Бара в третьем дивизионе Черногории.
В августе 2017 года подписал контракт с «Амкаром». 24 ноября 2017 года клуб отзаявил Миловича.